# THE CHANGING SAME
『THE CHANGING SAME』（ザ・チェンジング・セイム）は平井堅の通算3枚目のオリジナル・アルバム。2000年6月21日にSony Recordsから発売された。現行盤の発売元はDefSTAR RECORDS。

## 解説
「自分の信念に基づき、やりたい事をやった曲」と後に懐述した「Love Love Love」（1998年5月29日発売）、平井の名を広めるきっかけとなった「楽園」（2000年1月19日）、先行シングル「why」（2000年5月10日）を含む、約3年半ぶりとなるアルバム。
「HEAT UP」（1997年7月21日発売）は未収録となっている。
歌詞ブックレットを含むアートワークは、モノクローム調で統一されている。
「楽園」や本アルバムのヒットを機に、男性R&Bシンガーという存在がクローズ・アップされることとなった。発売から時を経て、スタッフからは「なんで突然、この曲が売れたのかね」と言われることが多い、と歌手デビュー10周年時のオリコン誌上インタビューで語っている。
2000年当時の音楽雑誌等インタビュー記事では、あまりに "R&B" で語られる自分自身について、「ルーツは歌謡シンガーである」という思いを強調している機会も多く見られた。

## チャート成績
オリコンアルバムチャートで1位を獲得し、2000年の年間アルバムランキングでは第18位にランクインした。発売から約4ヵ月後、これまでに発売された2枚のアルバムと合わせ、Defstar Recordsより再発が行われた。オリコンではSony Records盤とDefstar Records盤の合算でミリオンセラーを達成している。

## 収録曲
| #         | タイトル                                         | 作詞           | 作曲       | 編曲                   | 時間  |
| --------- | ------------------------------------------------ | -------------- | ---------- | ---------------------- | ----- |
| 1.        | 「Introduction -HERE COMES KH-」(inst.)          |                |            |                        | 0:24  |
| 2.        | 「Love Love Love」                               | 平井堅         | 平井堅     | 中西康晴               | 5:27  |
| 3.        | 「why」                                          | 平井堅         | 松原憲     | Maestro-T              | 5:49  |
| 4.        | 「affair」                                       | 松井五郎       | 243        | URU                    | 5:18  |
| 5.        | 「the flower is you」                            | 平井堅         | 割田康彦   | 松原憲                 | 5:09  |
| 6.        | 「Interlude -BRIGHTEN UP-」(inst.)               |                | 中野雅仁   | 中野雅仁               | 1:17  |
| 7.        | 「K.O.L」                                        | 平井堅         | 村山晋一郎 | 村山晋一郎             | 4:26  |
| 8.        | 「LADYNAPPER」                                   | 平井堅         | 平井堅     | 中野雅仁               | 5:34  |
| 9.        | 「Unfit In Love」                                | 井辺清、平井堅 | 平井堅     | 久保田利伸、柿崎洋一郎 | 4:53  |
| 10.       | 「wonderful world」                              | 藤林聖子       | 中野雅仁   | 中野雅仁               | 4:52  |
| 11.       | 「Interlude -TURN OFF THE LIGHTS-」(inst.)       |                | 中野雅仁   | 中野雅仁               | 0:43  |
| 12.       | 「楽園」                                         | 阿閉真琴       | 中野雅仁   | 中野雅仁               | 5:34  |
| 13.       | 「アオイトリ」                                   | 平井堅         | 西賢二     | 中野雅仁               | 4:57  |
| 14.       | 「The Changing Same -変わりゆく変わらないもの-」 | 平井堅         | 中野雅仁   | 中野雅仁               | 5:48  |
| 合計時間: | 合計時間:                                        | 合計時間:      | 合計時間:  | 合計時間:              | 60:11 |

### 楽曲解説
1. Introduction -HERE COMES KH-（inst.）
2. Love Love Love
  - 7thシングル
  - コンセプト・ライブ「Ken's Bar」や通常のコンサート・ツアーでも、セットリストからほぼ外れたことがない楽曲となっている。
3. Why
  - 9thシングル
4. affair
  - 8thシングル「楽園」カップリング
5. the flower is you
6. Interlude -BRIGHTEN UP-（inst.）
7. K.O.L
8. LADYNAPPER
9. Unfit In Love
  - 本楽曲の音楽プロデューサーとして久保田利伸が参加。
10. wonderful world
  - 9thシングル「why」カップリング
11. Interlude -TURN OFF THE LIGHTS-（inst.）
12. 楽園
  - 8thシングル
13. アオイトリ
14. The Changing Same -変わりゆく変わらないもの-
  - 今作の表題曲及びリードトラック

## 演奏
- 松原秀樹：Bass (#2)
- 佐野康夫：Drums (#2)
- 三沢またろう：Percussions (#2)
- 中西康晴：Keyboards (#2)
- VOICE OF JAPAN, CHAKA, 神崎まき, 大津康平, Ryota Ohtsu, Saki Yamashita, Hitomi Saitoh：Chorus (#2)
- 豊島吉宏：All Instruments ＆ Programming (#3)
- 梶原順：Guitar (#4)
- 小池ストリングス：Strings (#4)
- URU：All Other Instruments ＆ Programming (#4)
- 天野清継：Guitar (#5)
- 木村誠：Percussions (#5)
- 弦一徹ストリングス：Strings (#5)
- 松原憲：All Other Instruments ＆ Programming (#5)
- 中野雅仁：All Other Instruments ＆ Programming (#6.8.10-14)
- 石成正人：Guitar (#7)
- 村山晋一郎：All Other Instruments ＆ Programming (#7)
- 久保田利伸：Chorus Arrangement & Backing Vocal (#9)
- 鳴海寛：Guitar (#9)
- 中村キタロー：Bass (#9)
- 山木秀夫：Drums (#9)
- 柏原利勝：Programming (#9)
- 柿崎洋一郎：All Other Instruments (#9)
- 丸山政幸：Guitar (#12)

## 関連作品
- Love Love Love

Ken Hirai 10th Anniversary Complete Single Collection '95-'05 歌バカ
- why

Kh re-mixed up 1（CASSETTE VISION remix）
Ken Hirai 10th Anniversary Complete Single Collection '95-'05 歌バカ
- affair

シングル「楽園」カップリング曲
- wonderful world

シングル「why」カップリング曲
Kh re-mixed up 1（KREVA remix feat.KREVA from KICK THE CAN CREW）
- 楽園

Kh re-mixed up 1（BIRTHDAY MIX）
Ken Hirai 10th Anniversary Complete Single Collection '95-'05 歌バカ